# ألماس
الألماس متآصل للكربون ذو تركيب بلوري تكعيبي ويتخذ أشكال مضاعفة لذلك البناء التكعيبي ذو الثمانية أوجه وبخاصة الإثني عشر وجه، وتحدث طفرات في تكوينه أحيانًا فيبدو كروي الشكل إلا أن العوامل الخارجية تساعد على ذلك التشكيل. يتكون من عنصر الكربون (فقط) تحت الضغط والحرارة العاليتين وبظروف غير معلومة في أعماق الكرة الأرضية، وبالرغم من أن الكربون هو المكون الأساسي ل الغرافيت والفحم إلا أن خصائص كل منهما تختلف عن الأخر بشكل كبير، هذا الاختلاف غير ناجم عن التركيب الذري وإنما بسبب الشبكة البلورية، حيث يؤدي الاختلاف في تركيب الشبكة إلى هذا الفرق الشاسع في الخصائص.
عـُرف الألماس منذ القدم كأحد الأحجار ذات القيمة التجارية. وازدادت شعبية الألماس في القرن التاسع عشر مع ازدياد الإنتاج العالمي وتحسن الطرق التجارية في أرجاء العالم ودخول الطرق العلمية في القطع والصقل والاحتكار العالمي لتلك السلعة من قبل بعض الشركات. وللألماس صفات فيزيائية كثيرة ولكن أشهرها الصلابة والقساوة فهو وحده من بين كل المواد على درجة الصلابة 10\10 في سلم درجات (موس) العالمي للأحجار (أصلبها 10 - وأضعفها 1). وللنظام البلوري خاصة تشتيت الضوء ولكن في الألماس تعتبر عالية للضوء. لهذا السبب، فإن الألماس حجر ذو قيمة مهمة في صناعة الحلي بالإضافة إلى استعمالات صناعية أخرى مثل استخدام الألماس على رأس انابيب حفر الآبار العميقة كالماء والبترول والغاز الطبيعي بالإضافة إلى استخداماته في الأجهزة الإلكترونية والأجهزة الطبية والمعدات الصناعية وقص الزجاج وغيرها.

## أصل كلمة ألماس
كلمة (diamond) مشتقة من الكلمة اليونانية القديمة "Adamas" وتعني الصلابة و«مُحال التطويع» لصلابته وإذا ما أردنا تتبع أثر الكلمة اليونانية فإن أصلها جاء من اللغات الشرقية القديمة ومن ثم أدخلت إلى اليونانية وبعدها اللاتينية، لكن المعنى اليوناني هو الذي ترك أثره على علوم الأحجار والجيولوجيا المعاصرة، وفي معظم اللغات الحديثة.
إن الكلمة اليونانية «ادامو» ترجمت بمعـنى «أداماس» وهناك عدة ترجمـات للكلمة التي جاءت كنعت وصفي من اللغة اليونانـية إلى اللغـة الإنجليـزية "adamas", "I tame" or "I subdue" واستقر المعنى لكلمة «أداماس» اليونانية لوصف أقسى وأصلب معدن عرفه الإنسان.
أستخدمت كلمة (ألماس – أداماس) كمعنى مرادف لكلمة «مُحال التطويع» أو مستحيل الكسر أي يكسر بصعوبة شديدة، لكنه من الصعب التخمين والتنبؤ في أية نقطة من التاريخ أصبح العنصر (مُحال التطويع) يقصد به الألماس "Adamas" كمعنى مرادف لمعنى العنصر الصلب فربما كان المعنى عنصر الكورندوم أو الياقوت والمعروف كيمائياً باسم (أكسيد الألومنيوم) فهو العنصر الثاني بعد الألماس من حيث الصلابة. أما افلاطون الفيلسوف اليوناني القديم فيُعَرِفُ الفلسفة بمصطلحات الجواهر وكان يقصد بذلك المعنى الألماس، وذكر أفلاطون الألماس في كتاباته الكثيرة وبخاصة ما جاء في كتابه (الأحجار) ومن هنا أخذتها وأقتبستها ونقلتها الحضارات الأخرى من اليونانية كل حضارة بحسب الإدراك والفهم والترجمة للمعنى وليس بحرفيتها، أما العرب فقد نقلوها كما هي على ما يعتقد؟! مع استبدال اللاّم بالدّال وبخاصة في العصر العباسي عندما قام أكبر حركة ترجمة عرفتها الإنسانية فقد شملت تلك الترجمة العلوم والمعارف الإنسانية التي عرفتها الحضارات الأخرى، بينما كان يعرف قبل ذلك بالدر، فقد كان العرب يطلقون كلمة الدر على الكثير من الأحجار الكريمة لتشابه ألوانها وصفاتها.
أصل كلمة ألماس باللغة العربية لم تأت من الصفة أو النعت (محال التطويع) انما جاءت اقتباساً وتحريفا من الكلمة اليونانية كاسم كما جاء في لسان العرب لـ ابن منظور وكذلك ابن الأثير والكثير من معاجم اللغة العربية ونذكر منها ما جاء في لسان العرب عن الألماس فقال:إنها معرب أذماس اليونانية وقد حرفوها عند التعريب بقلب الذال إلى للام لتقارب صورتها ومخارجها وتناغمها عند اللفظ وعند الكلام ويقال أيضا بأن قبائل العرب البدو الرحل البدائية في أفريقيا والشرق الأوسط قد استعملوا كلمة أذاماس أو الألماس وكانت تُلفظ (الألماظ أو الألماذ) ومفردها ألماظة بحسب اللهجة الدراجة في تلك المناطق فعندما وسعوا تجارتهم فيما بينهم وبين الهند وأوروبا استخدموا هذه الأحجار النادرة الوجود للوساطة المالية أو للتبادل التجاري، كأول عملة مادية عرفها العالم، وكما تم التداول بالألماس كعملة في شرق الهند وغربها بعدما لوحظ أهميتها للتداول والاستعمال.

## الألماس في الأساطير
ساد الاعتقاد منذ القدم بأن الألماس يحتوي على خصائص سحرية أسطورية وخرافية وخيالية وعلاجية، لأن ظاهرة التفسفر phosphorescence في بعض أنواع الألماس يعطية القدرة على التوهج ليلاً، والذي كان في الماضي دليلٌ على قوة الحجر الخارقة، لذلك اعتقد القدمـاء بأن الألماس يهدئ الأمراض العقلية ويحمي من النوبات الشيطانية وحتى من الأرواح phantoms والكوابيس الليليه nightmares، ويعطي دعمـاً غير محدود وشجاعه للمحارب في ساحة المعركة بالإضافة إلى الفضيلة والكرم، وفي أثناء القضاء في المحاكم فان الامور تسير بجانب من يرتدي ويلبس الألماس wearer's favor، اما البيوت والحدائق والمزارع التي تلمس زواياها الأربعة بالألماس فأنها تُحمى من البرق المدمر والعواصف والآفات blight.
انتشرت في الهند القديمة ديانات ومعتقدات خرافيه تقول أن روح الإنسان تمر مراحل تجسيد مثل تجسد ألآلهه على اشكال حيوانات أو بشر، فالديانة المسيحية مع انها تجسد المسيح في اتحاد الألوهية والناسوتية various incarnations، إلا أن الأسلوب المسيحي يختلف عن الديانات الهندية القديمة مـع ان الفكرة العامـه للاتحاد هـي نفسها. زعم قدماء الهنود ان الحياة ُتنفخ في الأحجار الكريمة بمعنى أنها تتجسد وتتحد في الشجر والحيوانات والبشر والألماس واي شيء يمكن للآلهه التجسد فيه وقد شارك الفليسوف اليوناني القديم Plato افلاطون (عاش بين 427 ق.م - 347 ق.م) ذو الفلسفة المميزة العذرية والمثالية العقيدة نفسها عن الأحجار الكريمة معتقداً بأنها حية ترزق أو انها كائن حي living beings، كنتيجه لرد فعل كيمائي يحي ارواحا وهميه vivifying astral spirits، ثم قسم الفلسوف الأحجار الكريمة إلى قسمين كنماذج ذكرية وأنثوية specimens مدعياً بأنها تتزوج وتنتج.لا يوجد دليل على مكان تعديـن الماس الأول هل كان الهند ام في الصين ؟ فقد كان هناك أكثر من مصدر يحدد مكانها إلا انها نضبت جميعها exhausted هذه الايام، كما أن التاريخ لم يحفظ ايـاً منها، اما البوذية فقد ذكرت الألماس في نصـوصها البوذيـه القديمة Vedic texts وكان يسمى Mani، لكن الباحثين في علم اللغة Sinologist/linguist من امثال اللغوي الباحث في الديانة البوذية (Berthold Laufer باحث يهودي ولد في مدينة كولونيا عام 1874 ويعتبر ألماني- أمريكي هاجر إلى الولايات المتحدة بعد أن اتم تعليمة في ألمانيا ومات هناك) فقد نفى ان يكون الألماس قد ذكر في لغة سنسكريتية أو في الديانة البوذية، وذلك لان Mani كان مثقوباً ومخرزاً مثل مسبحة (عقد) أو عقد اللؤلؤ.

## تكـوين الألماس

خلية وحدةِ المكعّبِ الماسيِ

بالإضافة إلى ما هو معروف علميا أنه يتكون من عنصر الكربون الأساسي والمهم لكل أنواع الحياة، مركز بدرجة عالية جداً في الألماس عند تعريضه للحرارة والضغط العالي جداً تحت طبقات الأرض فيبدأ التكوين وبحسب النظريات العلمية على عمق مائه وخمسين كيلومتر تحت طبقة القارات وهو الحجر الوحيد من بين الأحجار الكريمة جميعها المتكون من (عنصر واحد)، فألماس يختلف كثيراً عن جميع الأحجار الكريمة الأخرى وحتى عن العنصرين الآخرين المتكونين من الكربون أيضا الجرافيت والونسداليت (graphite and lonsdaleite) ان الكربون بطبيعته يحتوي على ستة بروتونات وستة الكترونات محيطة بالنواة، أربعة الكترونات من ستة متكافئة وهي قادرة على تكوين روابط قوية جداً مع ذرات أخرى لتكوين مجموعات بلوريه ذات روابط أقوى بما يعرف التبلور (الألماس)، 

التكوين التكعيبي

التكوين التكعيبي المركزيولكن

 في حالة الجرافيت فأن 3 من أصل 4 الكترونات المتكافئة تكون فقط قادرة على تكوين تلك الروابط، فبالنتيجة هي بناء روابط صفيحيه منبسطة جرافيتية من ذرات الكربون الهشة والقاتمة جداً، وتكون قويه كذرات منفردة ومنفصلة كوحدات، إلا أنها هشه جداً وذلك لضعف الروابط بين الوحدات الذرية لدرجة أن الجرافيت يصبح أحيانا لزجاً جداً، وذلك لان الكربون هو عنصر لافلزي قابل للتأكسد وتكوين الأحماض.
وتتم عملية التحول من الشكل الكربوني إلى شكل الألماس داخل الحمم البركانية الذائبة في باطن الأرض ثم تحمل الحمم البركانية المنبعثة والمنقذفه أثناء الانفجار والثوران البركاني الصخور الحاملة للألماس داخل تلك الصخور المتحولة أو المنسلخة تحت وطأة الضغط الباطني للأرض والحرارة العالية جدا، فتجري أنهار من ألحمم ألبركانية في رحم الأرض لمسافات كبيرة حاملةً معها الألماس. ان جود عنصر الكربون في عدة صور مختلفة في الخواص الفيزيائية ومتشابهة في الخواص الكيميائية يعرف بظاهرة التآصل. ويتميز الكربون بهذه الظاهرة... إذ يوجد منفرداً في الطبيعة في عدة صور منها ما هو بلّوري مثل الجرافيت وألماس ومنها ما هو غير بلوري مثل الفحم النباتي والفحم الحجري وفحم الكوك
وبتعريف آخر هو جسد كربوني صلب جداً مُقيد ومُوثق برباط الوصل الذري الذي يشد الجزيئات إلى بعضها البعض بقوه وبتنظيمات مكررة ومنظمة ومتساوية كمجموعات، وعادة ما تكون الأسطح الخارجية للألماس ملساء نظرا للطبيعة المتناسقة والمتماثلة والمحدودة والمتناهية لذلك فان الظروف الضرورية لتكوين الألماس وبعض الأحجار الكريمة الأخرى تعتمد كثيرا على نوع العناصر المكونة كشرط مبدئي وأساسي، هناك عناصر من قشرة الأرض الجافة أو قشرة أرض ألمحيطات يجب أن تتحد بخصائص محدوده تحت الضغط وألحرارة ويجب أن تتم عملية التبريد بوقت محدود لتتشكل القطع الكريستالية، لذلك احتمالية أن توافر كافة العناصر والظروف الضرورية للتكوين من الحرارة والضغط والوقت لتشكل الكرستالة هو احتمال جدا ضيق وشبه مستحيل أحيانا، لهذا تتواجد الأحجار الكريمة بشكل عام والألماس بشكل خاص في مناطق دون غيرها وهذا الذي يجعلها بشكل عام نادرة الوجود.

## اكتشاف الألماس واستخراجه
قبل 3.3 مليار سنه تقريباً وعلى عمق مائتي كيلومتر تحت سطح الأرض تطور الكربون وتشكل وتحّول إلى الألماس تحت ضغط وحرارة عاليه جداً، منذ ذلك الوقت إلى غاية الآن لا يعرف ماذا حدث للألماس من تطورات، عند التمعن في توزيع القنوات أو الأنابيب البركانية حول العالم نَجد أنها مُتَركزة في مركزين أساسيين الأول شمال الكرة الأرضية والأخر جنوبها، فحسب النظريات الجيولوجية فان الأرض كانت قارة واحده ثم إنفتقت وانشقت وانقسمت إلى ثلاثة أجزاء كبيرة.
يقول العلماء - حدث انقسام قبل مائتي مليون سنة تقريباً في الأرض ذات القارة الواحدة إلى عدة أجزاء فتوزع المركزين بين القارة الوسطى والكبرى، واكتشف بأن المركز الأول في القارة الوسطى في ما يعرف اليوم بسيبريا (روسيا) وحجمه الحقيقي لا يزال مجهولا ليومنا هذا نظراً للطبيعة السياسية في روسيا الاتحادية وما عرفت قبل ذلك (الاتحاد السوڤيتي) وأما القارة الكبرى فانقسمت قبل مائة مليون سنة تقريبا إلى أمريكا الجنوبية وأفريقيا والهند وأستراليا والقطب الجنوبي وكلها تحتوي على مخزونات ضخمه من الألماس باستثناء القطب الجنوبي فلا توجد دراسات تحدد مخزوناته.خلال مرحلة الانقسام انحرفت القارة الكبرى وانقسمت الأنابيب البركانية إلى قسمين نسميها (مجازا) المخزونات الشرقية والمخزونات الغربية، المخزونات الشرقية انقسمت أيضا بين جنوب الهند والجزء الغربي من القارة الأسترالية الغني بألماس واللتان تقتربان من بعضهما البعض تماما ويقال بان القطب الجنوبي المواجه لقارة أستراليا وشبه القارة الهندية يحتوي على مخزونات من الألماس ولكن لا توجد دراسات ذات جدوى أقتصادية تحتم وجود تلك الكميات في القطب الجنوبي وأما المخزونات الغربية فانقسمت بين أفريقيا وأمريكا الجنوبية.
إن أقدم أجزاء القارات تدعى cartons تحولت إلى منطقتين جيولوجيتين الأولى الارخون وهي قبل 2500 مليون سنة والعصر ألفجري قبل 1600 -2500 مليون سنة مضت وتوزيع هذه المناطق.
يظهر أنبوب كمبرلي في مناطق عدة، لكن من أكثر المناطق ثراءً بالألماس هي عصور الارخون الأولى وهذه الحقيقة تبين أن معظم تكوين الألماس كان في تلك ألحقبه وتـم تخزينه تحت طبقات الأرض وأمـا المناطق الأقل ثراءً فترى النظرية أن الألماس تم انتقاله بواسطة الطبيعة من البراكين أو ألانهار أو انهيارات أو ما شابه ذلك إلى مناطق أخرى وخلال هذه الرحلة الشاقة والطويلة فإن الألماس يتغير شكلة ونعومته ويصغر حجما وأحياننا يدمر حسب طبيعة النقل والناقل ولذلك يتم دراسة الجدوى الاقتصادية من تعدينة وكميات الألماس المكتشفة فالمخزونات في ناميبيا تستخرج من منطقة الطمي الغرين لنهر نهر أورانجوقريبا من أماكن وصول الأمواج البحرية كما في جنوب غرب أفريقيا
إن علم المناجم أو علم استخراج المعادن أو (التعدين) هو انتزاعُ المعادنِ الثمينةِ أَو الموادِ الجيولوجية الأخرى مِنْ الأرض، عادة (لكن لَيسَ دائماً) مِنْ طبقة معدنيةِ، أو عروق، ore body أَو (فحم) أو عناصر استخرجت من المواد المستخرجة بدايةً بالتعدين تَتضمّنُ بوكسايتاً، فحم[ ؟ ]، وألماس، والحديد، معادن ثمينة، رئيسية، وحجر الكلس.
هناك بعض العناصر والمواد يمكن إنتاجها صناعيا أو مخبريا، لذلك لا حاجة إلى تعدينها بالإضافة إلى كلفتها، فان بعض العناصر الأخرى لا يمكن تعدينها فالبترول والغاز الطبيعي والألماس اليورانيوم وحتى المياه الطبيعية وما شابـه ذلك لابد من حفر المناجم والتعديـن لاستخراجها.
يتم استخراج الألماس بدراسة الطريقة التي تم تشكيله داخل الحمم البركانية ومحمولا داخل ألصخور المسامية ومن المفيد القول إن المخزونات الرئيسية (مكان الولادة) أو المخزونات الثانوية (الأنهار والبحار) هي أفضل طريقة لتوضيح مكان الاستخراج إذا ما كان في مكان ولادة الأم وبعيدا عنها ففي ألحاله الأولى فان الحـجر يسـتخرج من ألصخور المضيفة للألماس كمبرليت وLamproite pipes أما في ألحاله الثانية فأن الألماس يلتقط من بين الرمال والأحجار الأخرى بعدما يكون قد تعرض لجميع أنواع المؤثرات والعوامل البيئية.
لكن كميات الإنتاج التجارية تعتبر نوعاً ما بسيطة وطرق الإنتاج مكلفة أكثر، حيث أننا لابد أن نبحث في أطنان مـن الحمم البركانية المترسبة على هيئة صخور ورمال لإيجاد بضع أحجار وأحيانا اقل من نصف قيراط في الطن المتري الواحد من تلك الرمال والصخور.
أما الثانوية فهي المخزونات التي تم نقلها بفعل عوامل الطبيعة (erosion), من مكان الولادة إلى أماكن أخرى ويمكن أن يتواجد خام الألماس في ألصخور المضيفة أو بدونها في المناطق المحيطة بالأنبوب البركاني أو بعيداً عنه حسب طبيعة المؤثرات البيئية، أو حسب الترسبات التراكمية في مجاري الأنهار وبخاصه الطمي الغريني أو على شكل رقائق ماسيه حملها النهر إلى شواطئ البحر والمحيطات كمحطة أخيرة لأحجار الألماس من رحله دامت ملايين السنيين خلال هذه الرحلة الشاقة والطويلة فإن الألماس يتغير شكله ونعومته ويصغر حجما وأحياننا يدمر حسب طبيعة النقل والناقل ولذلك يتم دراسة الجدوى الاقتصادية من تعدينه وكميات الألماس المكتشفة فالمخزونات في ناميبيا تستخرج من منطقة الطمي الغرين لنهر نهر أورانج وقريبا من أماكن وصول الأمواج البحرية كما في جنوب غرب أفريقيا

## مناجم الألماس
يستخرج معظم الألماس من الفوهات البركانية حيث تلقي به الحمم البركانية التي تحضره من أعماق الأرض من مسافات قد تصل إلى 150 كيلومترًا حيث الحرارة والضغط العاليين لمدة طويلة تصل إلى ملايين السنين تهيآن ظروفًا مناسبة لتشكيل الألماس. وتقع معظم مناجم الألماس في وسط وجنوب أفريقيا على الرغم من اكتشاف كميات لا بأس بها في كلِ من كندا وروسيا والبرازيل وأستراليا. ويستخرج ما يعادل 130 مليون قيراط، أو 26,000 كيلوغرام، من الألماس سنويًا، وهو ما يعادل قيمته 9 مليارات دولار أمريكي.

## فـرز الألماس بالطرق اليدوية
بعد استخراج الألماس من مصادره الطبيعية يكون متسخاً ويلتصق به الكثير من الصخور والرمال التي لازمته خلال رحلة الصعود إلى سطح الأرض، وحتى يتم استخلاص الألماس يجب أولاً إن تطحن تلك الصخور جيداً بواسطة مطاحن خاصة بحيث لا تسحق أحجار الألماس خلال عملية الطحن.
ثم تمزج الصخور المطحونة بالماء والمواد الكيمائية لتصبح كالعجينة لتسهيل التحكم بها في العمليات ومن ثم توضع العجينة في مراحل متعددة وآخرها عملية الطرد المركزي والتي بدورها تكون قد استخلصت آخر حجر من الصخور المسامية وإن ميل الألماس للالتصاق والالتحام بالشحوم أيضا يفيد ويخدم في بعض الأغراض الإنتاجية.
إن ألماس بطبيعته مقيد بمعادن أخرى من قاس إلى رطب ولا يبلله الماء إطلاقا ولذلك يشتد ويصبح أكثر قوه حول الشحوم اللزجة ولان الألماس يعلق بالشحوم ويتماسك حولها تمرر العجينة شبه السائلة على طاولة من الشحوم للتأكد من خلوها تماما من الألماس وبعدها تسخن الشحوم لدرجة الغليان وتتبخر ويبقى الألماس العالق بها وبتمرير العجينة عدة مرات على طاولة الشحوم فان 95% من الألماس يكون قد استخرج من الصخور

## خصائص الألماس الماديـة
إن خصائص وصفات ألماس المميزة الأربعة (اللون، الوزن، الوضوح، القطع) هي بغايـة الاهمية وعليها يُقدر ثَمنْه وقيمته الجمالية وكثروة وتعتبر مهمة لِقاطعي الأحجار (stone cutter) عند الصقل والتشكيل ومهمه أيضا ً لمركب الأحجار في المجوهرات (diamond sitter) عند تركيب أحجار ألماس فـي المجوهرات وتعتبر مهمه لتاجر الألماس فعليها يقدر ثمن الحـجر وأيضا لِهواة جمع الأحجار الكريمة والباحثين عن الثراء ويستطيع أي شخص يُلـم بهذه المميزات والخصائص فقط الاستعانة بِها لمعرفة قيمة حجر ألماس والاعتناء به. وللتعمق في دراسة خصائص الألماس المادية لابد من الرجوع لدراسة الخصائص الفيزيائية والكيميائية لعنصر الكربون.
معامل انكسار الضوئي للألماس عالي جدا (refractive index) يصل إلى (2.417) وأما معامل تفريق والتشتيت فهو معتدل يصل إلى (0.044) moderate dispersion. وهناك خواص تُأخذ بعين الاعتبار وبحذر عند القطع المثالي الذي يعطي مع الصلادة المطلقة للألماس بالإضافة إلى البريق والتألق، ويفجر الإنارة الذاتية brilliance and fire ويصنف العلماء الألماس بصنفين رئيسيين أو نوعين أساسيين ومنهما إلى تفرعات أخرى several subtypes معتمدين على طبيعة العيوب البلورية في الألماس (crystallographic defects).
فوجود آثار أو بعض ألشوائب (Trace impurities) داخل البناء البلوري للألماسة لا توجد لتعوض نقصاً فيه أو لملئ فراغ وانما لتحل مكان ذرات الكربون كبديل عن تلك الذرات في ألشبكة البلورية للألماس (crystal lattice)، يوجد في بعض الحالات اختلالات بنائية في (structural defects) التكوين البلوري وهـي المسؤولـة عن مجموعة كبيرة من ألوان الطيف داخل ألماس والذي يرى فيه. بعض أنواع الألماس عبارة عن عازل جيد للكهرباء electrical insulators ولكنه موصل ذو فعالية للحراره (thermal conductors)، وأما الخاصية الجاذبية specific gravity)) فهي (3.52) للحجر الواحد الألماسي متناقض مع الاعتقاد الخاطئ بان الألماس أكثر استقرارا من الكربون فالجرافيت أكثر استقراراً منه، فهو خامل كيميائياً ولا يذوب أو يتاثر بالاحماض أو القلويات وعند احتراقه بدرجات عاليه جداً فانه يتحول إلى ثاني اكسيد الكربون دون ترك أي أثر خلفة، أما تركيب الجرافيت وألماس فهما متطابقين ولهما تركيب كيميائي واحد، ولكن الاختلاف في البناء الكرستالي فهذا أسود قاتم هش وأما ألماس فهو صلب وشفاف.
لذلك فان كل الدراسات التي يمكن اتباعها لمعرفة ظروف وأوقات تكوين الألماس في باطن الأرض شبة مستحيلة لانه لا يمكن الوصول إلى جوف الأرض لدراسة الظروف المميزة في باطنها أو مع الحمم البركانية lava عندما تكونت القشرة الأرضية عبر القنوات البركانية ولكننا نستطيع مخبريا استحداث الظروف الجيولوجية المشابة لتلك الظروف لإنتاج الألماس الصناعي المقلد والكاذب.
من المعروف علميا في كيمياء الكم وخواص العناصر وفي الجزء الثاني من الجدول الدوري للعناصر فان العناصر لا تصل إلى مرحلة الاتزان الا بعدد زوجي من 2-10، وذرة الكربون تعتبر متكافئه مداريا وذريا وبالوضع الرباعي وبذلك تكون جاهزه للتداخل في تراكيب أخرى في أربعة مواضع فراغية بسبب التكافؤ الرباعي، في حال ألماس فانه يعتبر مستقر وثابت وهذا ما يجعل الهندسة الكيميائية في بناء ذرات الكربون والطرق الميكانيكية تميز ألماس والجرافيت عن جميع العناصر الأخرى.
فميزة ألماس بالإضافة إلى استقرارة بالروابط المشتركة وارتفاع درجتي ألانصهار والغليان ولا يعطي ألماس اية أيونات في المحاليل التي يكونها بعد التحويل ولذلك فهو موصل كهربائي ردئ وعازل جيد، في جميع حالاته الصلبة أو السائلة، أما السبب في انتظام شكله الهندسي وزواياه فيعود ذلك إلى البناء الكرستالي الثماني المستقر أي بمعنى ثماني الاوجه متماثله ومتطابقه في الشكل والحواف وأللون ومهما كانت البلورات ألماسية منفصله فلا بد ان تتطابق في الشكل والبناء الكرستالي.
لكن ألماس قد يأخذ اشكالا كرستالية مضاعفة للثماني أو إثنى عشر أو أكثر ولكن هذه الاشكال تاخذ المبدأ نفسه وهي المكعب ومن الممكن ان تنمو المكعبات على شكل تؤائم أو مضاعفاتها ومن الممكن أيضا ان تلتحم أثناء عملية التبلور والتكوين، فمن الممكن ان تاخذ شكلا مستديرا كالكره أو اقرب للتشبيه مثل مكعب الثلج خلال مراحل الذوبان وهذه ليست خاصيه وانما عاده مكتسبة تحدث خلال فترة النمو والتكوين وتعتبر تشويهاً بنظر المصنفون.
ان البناء الكرستالي التكعيبي الحجمي للماس هو عبارة عن مثال ونموذج متكرر يحاكي النسق والعادة المكتسبة لذرة الكربون التي تبنتها من بعض المعادن المتصلبة أو المتوحدة التكوين، وبما أن الألماس هو أول عنصر عرف عنه هذا النوع من التنبي لتلك العادة فان عناصر أخرى تم اكتشافها تتبنى نفس النسق البنائي الكرستالي وتقع تلك العناصر في المجموعة الرابعة من الجدول الدوري مثل القصدير وخليطاً من معدني السيلكون[ ؟ ] والجرمانيوم* ويسمى (الاشابه) وهي خليط معدن نفيس بمعدن خسيس بأي مقدار، وعادة ما يكون المزج والخلط بالعناصر الاشباة موصلة

## الخصائص الفيزيائية الأربعة في الألماس
خصائص وصفات ألماس المميزة هي بغاية الأهمية، وعليها يُقدر ثَمنْه وقيمته الجمالية وللألماس صفات وخصائص حددها المصنفون بأربعة خصائص يعتمدون عليها في عمليات التصنيف المخبرية والتجارية، ولكن تلك الخصائص هي فقط لغايات التصنيف لا أكثر ويطلق عليها الجودة مجازا، فالتسلسل التصنيفي للماس متباين من معهد إلى آخر ومن شركة إلى أخرى وهذه المعايير هي: [9[قيراط (وحدة كتلة)|القيراط]]، الوضوح(النقاء)، اللون، والقطع[ ؟ ]. وهذه المعايير تستخدم للألماس الطبيعي والصناعي على حد سواء ولكن لا تنطبق على [الأحجار الكريمة] وذلك لاختلاف طبيعة التكوين والصفات والمميزات التجارية، ويتم إنتاج الألماس الاصطناعي بكميات تقارب أربعة أضعاف الكمية المستخرجة طبيعيا وذلك لسد الطلب المتزايد على الألماس الطبيعي وقلة المعروض وبأسعار فلكية وسنتعرض للالماس الصناعي لاحقا. كانت الولايات المتحدة الأمريكية أول من فصل النظام اللوني للألماس والتي تصنف تاريخيا بأنها أكبر شريك لسوق الألماس في العالم، كانت البداية في سنوات ال 1930 عندما وضع أول تصنيف لوني خاص بهم فالألماس المكتشف قبل التصنيف اللوني كان يوصف بأنه الماس العهد القديم أو المناجم القديمة لعدم إدراجه في سجلات معاهد التصنيف الأمريكية.فقد قامت الولايات المتحدة وبعدها شركات ومعاهد العالم بعمل تصنيف خاص يعتمد على أسماء المناطق أو المناجم التي استخرج منها الحجر مثل الألماس العديم اللون يرمز لـه ماس العهد القديم
تصدر شهادات ملكية تصاحب الماس الطبيعي خصوصا النادر منها واي حجر الماس يفوق وزنة الثلاثة ارباع القيراط وأحيانا أقل من ذلك وتكون هذة الشهادات صادرة من معاهد وكليات جامعية جيولوجية أو شركات تمتلك مختبرات مرخصة لتلك الغايات وخبراء من ذوي الشهادات المعترف بها عالميا ويطلق على الخبير صفة (المصنف) واما صفة الخبير فتطلق على المصنف الذي له الخبرة في تصنيف الألماس الخشن والألماس المصقول على حد سواء، ومن هذه المعاهد ومن اشهرها GIA المعهد الجيولوجي الأمريكي والمعهد الجيولوجي الأوروبي HRD والمعهد الجيولوجي الدولي IGI  وهناك معاهد في كل من ألمانيا وفرنسا والصين والهند واليابان والإمارات العربية المتحدة وفي جنوب أفريقيا وهناك أيضا أتحاد لتلك المعاهد يحدد المعايير التصنيفية ويوحدها ما بين تلك المعاهد وسوف نتعرض لتلك المعاهد وشهاداتها لاحقا.

## 1-اللون في الألماس
عندما يكون الألماس نقي كيميائياً وبناؤه الكرستالي مثالياً فإنـه يصنف على أنه شفاف ويمرر الضوء والطيف الضوئي بسهوله ويظهر اللون الحقيقي للحجر، ولكن في الحقيقة ليس هناك حجر الماس مثالي في الطبيعة، ويتأثر لون حجر الألماس بالشوائب الكيمائية وبالانحرافات الكريستاليه التكوينية (structural defects) المشوه للشبكة الكريستاليه crystal lattice. يعتمد اللون في الألماس على الشكل أو القطع والكثافة، فيمكن للون أن ينقص أو يزيد من قيمة الحجر وثمنة، فعلى سبيل المثال يمكن أن يكون حجر الألماس الأبيض اللون اقل قيمه من حجر الماس الملون والذي يميل إلى الأصفر أو الأزرق أو حتى أحمر أو ذهبي، ولمعرفة سبب اللون في الألماس سوف يشرح بالتفصيل كيفية حدوث اللون والعوامل المؤثرة فيه، ويعتبر اللون من أهم صفات الألماس والأحجار الكريمة بشكل عام ولكنه لا يعتبر تشخيصا له أو تعريفا بحجر ألماس، ولان معظم الأحجار تمتلك تقريبا اللون نفسه ولان معظمها تكونت بنفس الطريقة بعدة تدرجات من الألوان، فأنه يمكن فحص اللون عن طريق الضوء الأبيض[ ؟ ], والذي عند تسليطه على الحجر بالظروف المناسبة فانه حتماً سيعكس اللون الحقيقي للحجر، أما عين الإنسان فإنها تستطيع استقبال الموجات الضوئية ما بين 380-750 نانوميتر أي واحد من المليون من الملميتر وهذا الحقل المرئي يقسم إلى عدة أقسام بموجات ضوئية معروفة الطول لكل منها لون معين فمنها الأحمر والبرتقالي والأصفر والأخضر والبنفسجي وعند مزج هذه الألوان بحزمه ضوئية واحده فإنها تُنتج اللون الأبيض وإذا تم تمرير الضوء أو الحزمة الضوئية عبر الحجر الألماس فأنة يظهر عديم اللون.
يتكون الألماس في الطبيعة بفئات محدده من حيث الألوان، فمن اللون الرمادي الفولاذي إلى الأبيض، الأزرق والأصفر، والبرتقالي، الأحمر، الأخضر، القرمزي، الأرجواني، البني، الأسود، interstitial impurities وتكون الفراغات الكيميائية والعيوب في الشبكة الكرستالية التكوينية structural defects هي المسؤولة عن هذا التنويع اللوني في الألماس كعوامل أساسيه، إن العوامل الأساسية وفرضيات حصول اللون في المـاس تعطي احتمالات غير محدودة بتطور العلم فالنسب لتلك العوامل وتركيزها وحدها كفيلة بإعطاء تدرج لوني في اللون الواحد داخل الألماس، وهذه الاحتمالات مثل مقادير الكميات للمواد الكيميائية الدخيلة كشوائب في الحجر وأنواع العيوب وأشكالها ومواقعها وأحجامها، فإنها تختلف من حجر إلى حجر آخر ولذلك فإنه من المستحيل أن نجد تطابقاً تاماً بين حجرين تكونا على حدا في نفس الأنبوب البركاني أو تطابق صفات حجرين تـم قطعهما من نفس الحجر.أما الألوان المحتملة في الألماس فهي تفوق 300 نوع ولكن التدرج في اللون هو الأساس فعدد الاحتمالات اللونية غير محدده وتعتمد على بيئة المصدر وطبيعته ونسبة تركيز العامل اللوني في الألماس، فهي من الشفاف عديم اللون بتدرجة إلى الشفاف (الأبيض) ودرجاته ذات الطيف الأصفر الخفيف (الشحوب) وتدرجة إلى الأبيض الضارب أكثر إلى الأصفر بأنواعه، والأصفر ثم الأصفر القاتم، ثم الأزرق بدرجاته والأحمر والبرتقالي المتدرج للألوان الأخرى، والأخضر الضارب إلى الأصفر وأنواعة والرمادي والقرمزي والوردي وباختصار جميع احتمالات ألوان الطيف، ولكن المعروف منها والمشهور هي عدة ألوان، إن موجات الطيف الضوئي وألوانها والإدراك اللوني في عيوننا والانعكاس الضوئي من داخل حجر الألماس ذي الشوائب الكيميائية والانحرافات الشبكية الكرستاليه، تتخذ جميعها علاقة معقده الحدوث intricately related، فهناك أطوال موجات ضوئية مختلفة وكثيرة تبدأ من مجال 400- 800 نانوميتر (nanometers وحدة قياس الضوء) وكل طول موجه يعطينا perception فهم وإدراك لوني متعدد ومختلف، فمن جميع أطياف الموجات الضوئية وألوانها هناك فقط ثلاثة ألوان أساسيه ولكل واحد منها فقط لون ثانوي واحد. تكمن الصعوبة في كيفية معرفة الانتقال اللوني أو درجة الشفافية أو الوضوح أو الانسيابية transparency في انتشار اللون من حجر لأخر، والصعوبة الأخرى في حجم الحجر إذا كان صغيرا فمن الصعب لعين الإنسان العادية التفريق بين درجه وأخرى وأيضا في الحجارة الخشنة rough diamond غير مصقولة فان حجر الألماس الكبير يعطي انطباعاً بتركيز اللون لان خاصية الامتصاص تكون أكبر مع ازدياد الممر للضوء داخل الحجر والجدول التالي يبين اللون بعلاقة الوزن والحجم.وأظهرت التجارب إن أفضل طريقه لتصنيف ألون الألماس هي مقارنته بحجر ماسي آخر كعينه أو كحجر أساسي للمقارنة ومجموعة المقارنة الأساسية من الأحجار هي أهم جزء في التصنيف classification فيجب أن تحتوي على جميع الألوان.

## 2-الوزن في الألماس
لم يكن الوزن بالقيراط معروفا لغاية بدايات القرن العشرين وكلمة قيراط cara هي كلمة يونانية قديمة Greek Keration ويعود تاريخ الكلمة انه مشتق من اسم حبوب الكوارا في أفريقيا Kuara seeds بذور الخروب واختصارها الكتابي هو "CT". إن القيراط هو عبارة عن وحدة قياس الوزن الوحيدة في الألماس وتساوي 200 milligrams مللغرام من الغرام الواحد الكلمة قيراط (carat) ماخوذة من ألكلمة اليونانية keration وهي عبارة عن بذور الخروب ((Carob seeds والتي كانت تستخدم للوزن على الدقّةِ عند الإيطاليين وعند العرب الذين عرفوا بوزن البذور الموحد والطبيعي (uniform weight) وهذا ما نفته الدراسات الحديثة فقد اثبتت ان هناك تنوع في وزن بذور الخروب مثل اية بذور أخرى ولكن في الزمن البعيد كان لكل امة طريقة وزن خاصة بها شبيهة ببذور الخروب.
فيما بعد تم استخدام الحبوب لوزن الأشياء القيمة الصغيرة مستخدمين نظام طروادة للقياس والوزن القديم Troy pound system of measurement وبهذا النظام كان وزن القيراط يعادل 205 ملليغرام اما البلدان التي تستخدم النظام المتري في القياس فقد استخدمت نظم قياس محدودة منه لغاية عام 1907 عندما تبني النظام المتري القيراط ويساوي 200 مليغرام ولا زال مستخدما ليومنا هذا ويمكن تقسيم القيراط إلى أقسام أصغر "points" وهناك مائه قسم من نظام "points".منذ عام 1907 تبنى الأوروبيون ومن ثم أميركا ثم باقي الدول وزن (القيراط المتري) mct أي 200 ملغرام أو 0.2 غرام[ ؟ ] أي بمعنى ان القيراط يساوي خمس 1/5 الغرام وقد اختلفت أوزان القيراط من دولة لأخرى ومن منطقة لأخرى فكانت تتراوح بين (188-203) ملغرام، تم تقسيم القيراط إلى درجات أقل فمنها خمس القيراط وُعشر القيراط ويقاس وزن الألماس الصغير بالنقطة (point) والتي تعادل (100/1) من القيراط وقد وضعت جداول تحدد وزن الألماس بالمقارنة بحجمه وهذا بفضل نوع القطع البراق الحديث (brilliant cut) ويعتمد سعر حجر الألماس على وزنة أولا والسعر يتطور مع ارتفاع وزن الحجر فهو ليس ثابتا ومثالا على ذلك عندما يكون وزن حجر من الماس هو قيراط (1)واحد والذي يساوي جدلا (1000) دولار فليس ضروريا ان يكون الحجر الذي وزنة (2) قيراط يساوي (2000)دولار ولكنه يمكن أن يكون (3000)دولار أو حتى (4000) دولار وقيراط الألماس يجب أن لا يفهم انه قيراط الذهب (فقيراط الذهب ليس وزناً ولكنه جوده ونقاء المعدن).و يعتبر الواحد قيراط يساوى 100 point أي عندما نقول 75 Point تساوى 3/4 قيراط

## 3-الوضوح في الألماس
الوضوح في الألماس هو الجودة النوعية المرتبطة بالانحرافات الداخلية خلال رحلة التكوين existence التي تدعى التضامين بالعربية وأما بالإنجليزية inclusions والتأثيرات الخارجية التي تدعى blemishes. بمعنى العيوب التي تؤثر في الظهور البصري المرئي والمثير للصوره الذهنية visual appearance من حيث الـبريق والتالق وللمعان كماسة مثيرة للإعجاب الوضوح هو واحـد من أربعة four- Cs مميزات من خصائص التصنيف كاللون لون، الوزن قيراط (توضيح)[ ؟ ]، والقطع[ ؟ ] cut، ان التضمين هـو معادن أخرى متبلورة داخـل ألبلوره الألماس crystal foreign material أو انحرافات بنائية مشوه للبلورة structural imperfections، مثل شقوق بسيطة tiny cracks تظهر كخط أبيض أو غيمة بيضاء whitish or cloudy في قلب الحجر الألماس.
ان عدد العيوب كأحصاء عددي هي كثيرة جداً، واما حجمها بالنسبة لحجم الحجر فتتراوح من نقطة غير مرئية في زاوية الحجر إلى تضامين بحجم الحجر نفسه، واما لونها من حيث التأثير البصري فتتراوح من غير مرئي إلى مرئي بصعوبة إلى واضح، واما موقع تلك العيوب بالنسبة لجسم الحجر فمن الممكن ان تتكون وتتبلور أو تحدث في أي موقع دون شروط مسبقة وأما طبيعة واصل العيب من حيث المنشأ orientation فهي اما حدثت مع وخلال التكوين في باطن الأرض أو حدثت خلال رحلة الولادة أو بعد الولادة على سطح الأرض، اما الشكل العام للعيب فمن الممكن رؤيته بالعين المجردة أو بواسطة العدسة المكبرة visibility of inclusions، وكل هذه التأثيرات لها علاقة مباشرة غير قابلة للنقاش عند كتابة التقرير التصنيفي للحجر في مختبرات الألماس حول العالم
ان التصنيف الدولي للالماس يستند ويعتمد بشكل خاص على النظرة الشاملة للحجر عند فحصه بعدسة مكبره وقوة تكبيرها عشرة اضعاف، overall appearance of the stone under 10x magnification. """".
معظم التضامين inclusions الموجودة في احجار الألماس ذات النوعية الجيدة لا تُؤثّرْ على أداءِ الماسَ وصلابته، performance أَو السلامةَ الهيكليةَ البنائيه structural integrity، ولكن وجود غيوم داخليه كبيرة الحجم تؤثر في انسياب وانتشار الضوء داخل الحجر transmit and scatter light وبالتالي انعكاسه إلى الخارج، أو الشقوق الكبيرة والكسور القريبة من السطوح تقلل من مقاومة[ ؟ ] الحجر الماسي ككل fracture
ان المـاس المصنف بأعلى الدرجات بمقاييس التصنيف المختلفة في المختبرات الدولية المعترف بها وحده فقط يمتلك اليد العليا في السعر، وبخاصه إذا كان استثنائي وفائق الامتياز ونادر جداً "flawless".
لكن التضامين البسيطة جداً أو الشقوق الصغيرة تعتبر أحياناً ذات قيمه كعلامه مميزه فريده analogous لندرة الحجر بصمة الأصبع مثل بصمة الاصبع، بالإضافة إلى أن التقدم العلمي بشكل عام وبصناعة المـاس الصناعي أصبح يشكل صعوبة في التميز distinguishing بين الألماس الطبيعي والصناعي، فالتضمين أو الشق والكسر الطبيعي يعتبر شهادة أثبات ان الحجر هو طبيعي وليس صناعي proof of natural origin.

## 4-القطع في الألماس
إن معظم أحجار الألماس المستخرجة هي من الترسبات النهرية الثانوية ((alluvial deposits وغالباً مـا تكون باهته وغير واضحة ينقصها البريق dull ومسحوقة السطوح الخارجية، بشكل متكرر وباستمرار battered external surfaces)) مغطية بطبقة لزجة (gummy) وأحياناً بطبقه معتمه مشابهه (washing soda) لصودا الغسيل، اما نظرية القطع وفعل التلميع فهما صقل السطوح بشكل سطحي املس flat وبتنظيم وتنسيق متماثل (symmetrical arrangement) لإخراج جمال وفتنة الحجر المختبئة إلى شكل وطريقة ونمط دراماتيكي مثير (dramatic fashion).
و القطع في الألماس هو عبارة عن "قيم فنية ومهارة ومبادئ براعة" على نحو متزايد أكثر فأكثر، فعلوم التغير حولت الألماس الخشن إلى حجر كريم ساحر وفاتن لـه جاذبية، فلصلابة الألماس الفضل الأول في عملية التشكيل والقطع والصقل " وأن كلمة القطع 'Cut' لها أكثر من معنى وعلاقة بالألماس، فأولاً تعني الشكل العام للحجر إذا كان دائري أو بيضاوي وما إلى ذلك وثانياً نوعية القطع في الشكل وجودته.هناك هدفان متضاربان لقاطع الأحجار ((cutter وبجميع أنواع القطع ('cuts') في الألماس الأول الحفاظ على أكبر قدر ممكن من الوزن من الحجر الخشن والثاني إنتاج نوع من القطع يكون جذاب وذو قيمة في السوق، فالخطوة الرئيسية هي اختيار نوع القطع المناسب لكل حجر خشن وهذا من الممكن ان يكون معقداًًًًًًً جداً كاختيار بسبب وجود تضامين وشوائب inclusions)) يجب تجنبها والسؤال هو: هل وجود التضامين مع الوزن أفضل للبيع ام الأقل وزناً مع النقاء أفضل للبيع ؟ وهناك أكثر من 114 نوع من القطع وجميعها مذكورة في كتاب (قصة حجر الألماس-الأسطورة والحقيقة)

## التجارة والاستثمار في الألماس

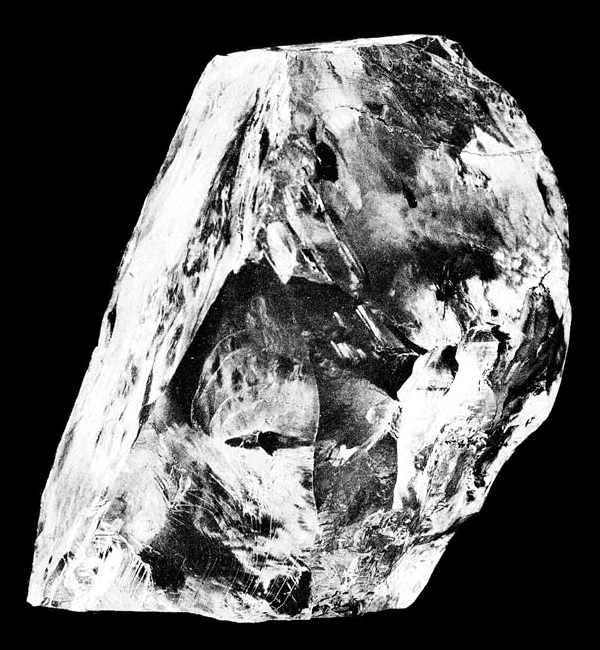
ماسة كولينان، أكبر ماسة خام تم العُثور عليه على الإطلاق.

في القرن[ ؟ ] الماضي زادت مبيعات المجوهرات الماسية العالمية من 24 مليار دولار إلى أكثر من الضعف أي حوالي 56 مليار في عام 1995 فقط ووصلت مبيعات المـاس في اليابان وحدها إلى 18 مليار دولار لتحمل المركز الثالث في العالم بعد الولايات المتحدة الأمريكية وأوروبا، ولكن ما نحتفل بـه هنا هو شيء آخر فقد تحولت أفريقيا الجنوبية إلى دولـة غير راديكاليه في شهر نيسان[ ؟ ] 1994 ومباحثات ما بين الحكومة الجديدة في ناميبيا وشركة (دي بيرز) العملاقة أدت إلى شراكـه 50/50 ولكن عاصفة التغير بدات تغطي غيومها الإمبرطورية العملاقة بدلا من سنوات الشمس المشرقه على احتكارها واستغلالها لثروات تلك الدول.
كذلك كانت التحضيرات الهائله لانطلاق الحملة التسويقية لافتتاح منجم فينتيا في مقاطعة[ ؟ ] الشمالية من جنوب أفريقيا De Beers' flagship Venetia mine في شهر آب من 1992 حملت في طياتها الكثير من التحفظات والاعتبارات الجديه من قبل شركة (دي بيرز) باعتبار ان المـاس المستخرج من ذلك المنجم وسيباع بعيداً عن نطاق مؤسسة البيع المركزية CSO التابعة للشركة وقنواتها فسيغرق ويتخم السوق بوفره وفيض من المـاس مما يؤدي إلى تراجع سعر المـاس عالمياً بالإضافة إلى فقدان التحكم بالمخزونات العالمية.
ان الهدنـة المؤقتة بين اطراف الحرب الاهلية في أنغولا سببت فوضى الأسعار والمخزونات القادمة من مناجم المـاس في العالم خلال عدة أشهر فقط، مـاساً بمئات الملايين من الدولارات تم تهريبه إلى مراكز القطع العالمية خارجاً من قنوات البيع المركزيـه، في الخمس سنوات القادمـة بقي المـاس الروسي ينزف بعيداً عن قنوات الشفاء المركزيـة التابعة للشركة بشكل متقطع مدفوعا بنزيف وتسريب منتظم من قبل العصابات الروسية إلى الأسواق.
استوعبت شركة (دي بيرز) وامتصت جميع إلإنتاج القادم من مناجم العالم الواقعة خارجاً عن سيطرتها ما بين عامي 1992- 1998 وبعيدا من قنوات المؤسسة المركزيـه فخزنت الكثير منه إلى أن وصل حجم راسمال المخزن من مادة الخام المـاسي إلى مليار دولار، مما اجبر الشركة ودفعها إلى فرض حصص إنتاج على جميع مناجمها ومناجم شركائها إلى أن وصل الفرج القريب في عام 1997 عندما أرتفعت مبيعات المـاس الخام إلى ارقام فلكيه، لكن ما لبث ان تحول الفرج إلى احداث أقتصادية مرعبه في أسواق أسيا[ ؟ ] مما أوصل الأرقام الفلكية إلى ارقام سحريه دراماتيكيه فتآكلت أحلام الشركة بوسائل التعريـه الآسيويه بين ليلة وضحاها.
ان ما حرثته الشركة عبر العقود في أرض الزمن الخصبة تحول إلى حطام وما صقلته على مر الزمان تحول إلى مستقبل قاتم يغطيه الظلام فقد هبطت مبيعات الشركة في اليابان من 33% إلى 20% مما اجبر الشركة على الرد السريع والحاسم وبنحو فاصل وقاطع بتخفيض الإنتاج وتخفيض المبيعات بنسبة 28% مما سمح للسوق باستيعاب الفائض وزيادة الطلب على المـاس وهذا انقذ الشركة من ناقوس الموت بعدما تم تحضير اللحن الجنائزي للاحتكار، ان عام 1998 هو نقطة تحول في تاريخ شركة (دي بيرز) فقد بدأت الشركة بتحضير نفسها لمواجهة القرن الحادي والعشرين بخطوات دراماتيكية، فانفصلت أداريا وعمليا عن الشركة الأنجلو- أمريكية والتي تربطهما ستين عاماً من العمل والصداقة، وتم تعيين Nicky Oppenheimer رئيساً للشركة وتـم فصل إدارة المبيعات عن الشركة الأم.
لغاية بدايات القرن الثامن عشر كانت مصادر المـاس تاتي من مناطق جولكوندا Golconda بالقرب من حيدرأباد في الهند ووقد أرخ الأيطالي بيلينـي Pliny معلومات قيمة عن كيفية استخراج المـاس من وادي عميق وغير نافذ وكيف كان السكان المحليين يلقون باللحم المحتوي على شحوم ليلتصق بها المـاس ومن ثـم يلتقط النسور ذلك اللحم ويحملونها إلى أعشاشهم بالمناطق المجاورة ليجمع المحليون المـاس بذكاء من النسور، لقد دعـمت مناطق جولكوندا ومناجمها الكثير من العمال في ذلك الوقت ولكن استنفذت جميع المخزونات في القرن السابع عشر.
في القرن الثامن عشر اكتشف المـاس في البرازيل في ولاية باهـيا Bahia في مناطـق يطـلق عليها مرتفعات المـاس وتلفظ بالاتينية فأصبحت البرازيل عاصمة المـاس فاستقطبت الكثير من المستثمرين والمغامرين في نفس الوقت التي كانت فيه كاليفورنيـا بأمريكا الشمالية تستعر فيها حمـى الذهب الأصفر، في عام 1867 اكتشفت مصادر جديدة في جنوب أفريقيا بتزامن وتطابق زمني وتوافق نوعي ولكن كمياً أكبر بكثير من البرازيل مما جعلها أكبر منتج للمـاس الخشن في العالم دون منازع، فعندما كانت مصادر الهند والبرازيل الثانوية النهريـة أو بمصبات الأنهار بينما كانت جنوب أفريقيا تستخرج المـاس من المناجم العميقة، ان هذه الاكتشافات بمثابة مسمار جديد في نعش المناجم الهندية.

## أشهر أحجار الألماس في التاريخ
عبر أربعة قرون ماضية تاجرت وقايضت الهند الألماس بكل أنواع السلع، فقد فرضت الضرائب عليه وصدرته إلى مدينة بابل المنغمسه بالترف والاثم وإلى سوريا القديمة وإلى المصريين القدماء وإلى سيلان وإلى معظم المقاطعات العربية، فالماس الذي وصل إلى الجزء الغربي من الحضارة الرومانية تم منحه قيمة ومنزلة بسبب قوتة السحرية، أما روما فقد أعادت تصديره إلى الصين كمعدات للتثقيب على مقابض حديدية لقطع اليشب ولتثقيب اللولؤ ولم يعثر على دليل ان الألماس استخدم في الصين خلال الخمسة قرون الماضية الا لذلك الغرض الصناعي ومهما يكن الاستخدام فان الألماس يحترم ويبجل كرمز للملوك وياخذ بعين الاعتبار مع تمنيات مفعمة بالاحترام والمودة للقيمه النقدية في جيوب التجار وهذا ما ذكره الفليسوف الصيني (Lao-tse) قبل خمسة قرون.
أما العرب والفرس[ ؟ ] فقد احتكروا التجارة ما بين الامبراطورية الرومانية وأوروبا بشكل عام وشرق آسيا خلال العصور الوسطى وبقي المحتكرون يستمتعون بموقعهم الجغرافي إلى أن تم اكتشاف الطريق البحري إلى الهند ويبدو بان العرب والفرس ابقوا واحتفظوا باجود أنواع الألماس لانفسهم وباعوا الأنواع الرديئة والصغيره إلى أوروبا اما أول من اصدر قائمه بأسعار الألماس إطلاقا وعلى مر التاريخ فهم العرب التجار الأوائل بحسب ما تم اكتشافه في القرن العشرين.
عبر التاريخ ارتدى الملوك والرهبان والكهنة أكبر قلائد ألماس والأحجار الكريمة والمجوهرات كإشارة دالة على انتسابهم إلى نادي المراتب الرفيعة والعلامة ألمميزه من بين الأمم والشعوب وكذلك وسيله من وسائل الوصول إلى الثراء منذ زمن الاكتشاف الأول في الهند. أحجار الألماس التي ارتبطت فيها قصص التاريخ الدموية وحكايات المؤامرات والقتل ما زالت تحمل ألجنسيه الهندية فالتاجر أو الرحالة الفرنسي (Jean Batiste) احضر بعضاً منها إلى أوروبا، فلربما يكون تأثير الألماس في التاريخ نابعاً من الثراء المركز والمحشود في ثناياه الشفافة والتي تجعل منه طريقاً للتداول والبيع وإعادة الشراء ويحول إلى نقد بمنتهى ألسهوله في أي مكان تقريباً فقد لعب الألماس دورا في الكثير من الثورات التي أدت إلى حروب ووجد طريقاً للهروب وملجأً من ألدكتاتورية والاستبدادية وحكم الطغيان (totalitarian tyrannies).
- حجر الألماس هوب : ان تاريخ الحجر ألماس هوب Hope Diamond's history يعود إلى تاريخ Tavernier Jean-Baptiste (جان بابتس تڤيرنر) تاجر المجوهرات الفرنسي الجرئ والفضولي، فقصة حجر الألماسHope)) من أشهر قصص الخرافات التي تناقلتها ألسّن المكتشفين والباحثين عن الثراء في تجارة المـاس عبر الزمن، تقول القصة يُفترض انه خلال رحلة التاجر الفرنسي الفضولي إلى الهند قام بشراء حجراً كبيراً أزرق اللون من الألماس في عام 1660 أو عام 1661 وفي رواية أخرى يفترض أنه (سرق) حجراً من الألماس الذي كان عيناُ لتمثال للألـه الهندوسي المسمى god Rama-Sita، الألـه المقدس عند الهندوس والمسمى سيـتا Sita زوجتة الإلهِ راما Rama والتي تجسد الاقنيم الثاني من أقانيم الألـه فيتشو Vishnu ومن أقانيم الثالثوث الهندوسي المقدس في الفلسفة الهندوسية Avatara. ويقال بان هذا الإلـه غضب غضبا شديدا لدرجة انه احاط حجر الألماس بلعنة لان التاجر افقده إحدى عينيه.ولقصة الحجر بقية في كتاب الألماس الأسطورة والحقيقة.
- حجـر الألماس بحر النور: تعني" Darya-ye Noor" باللغة الفارسيه «بحر النور» وهو واحد من أكبر أحجار الماسِ في العالم حيث يصل وزنه إلى 186 قيراطَاً أي ما يعادل (36.4 غرام) أما لونه فهو وردياً شاحباً وهو وأحدٌ من أكثر الحجارة ندرة من حيث اللون يُشكّلُ الحجر Darya-ye Noor جزءَ من جواهرِ التاجِ الإيرانيةِ في الوقت الحاضر Iranian crown jewels.واما ابعاده فهي 41.40 × 29.50 × 12.15 mm ان موطن الحجر Darya-ye Noor الماسِي هو أيضاً موطن الحجر Kohinoor حيث أنه اكتشف في مناجم غولكوندا Golconda mines في جنوب الهند ومن ثم وَجدَ طريقَه إلى ممتلكِات ألاباطرةِ والمغول mughal، في عام 1739، حين غَزى نادر شاه الموصوف بالمُغامرَ بلاد فارس الهند فاجتاح نيودلهي فكانت الغنائم المكدّسَه في خزائن الـ mughal تَضمّنَت الحجر Darya-ye Noor، بالأضافة إلى حجر Kohinoor وعرش الطاووسَ Peacock throne كُلّ هذه الكنوزِ حُمِلتْ إلى بلاد فارس إلى خزائن نادر شـاه وبقيت هناك مُنذُ ذلك الوقت.
- حجـر الألماس كوللينان: في عام 1905 وبينما كان Frederick Wells مدير المنجم الأول لشركة دي بيرز في جنوب أفريقيا Premier Mine in South Africa يقوم بجولته المسائيه الروتينية التفحصية لفت انتباه شيء على جدار المنجم عكس أشعة الشمس المائله للغروب، بفضول أحب المدير Wells أن يعرف ما هو معتقداً بأنه قطعة زجاج كبيرة على الجدار steep wall في المنجم وبعيده عدة أقدام من مكان وقوفه. بسرعه تسلق المدير الجدار وانتزع الحجر من الأرض الزرقاء وهي نوع من الصخور والتربة يتواجد الألماس فيها بكثره وظهر بشكل واضح بأنه حجر كرستالي كبير وبعد الفحص تأكد بأنه اكتشف أكبر حجر الألماس في العالم.
- حجر الألماس فيكتوريا: منذ البداية احاطت باكتشاف الحجر الكبير هاله ونوبه من الغموض وبوزن 457½ قيراط «حسب الوزن القديم» أطلق عليه لقب امبريال 'Imperial' أو الأبيض العظيم 'Great White'، بقي أكبر حجر كرستالي الألماسي ذو شكل ثماني مستخرج على وجة الأرض لغاية عام 1896 من جنوب أفريقيا إلى أن تم استخراج حجر الألماسي كرستالي أكبر بوزن 503¼ قيراط «حسب الوزن القديم وتم اكتشافه في منجم الديبيرز De Beers Mine. الشكوك في أصل الحجر ظهرت مبكراً وبوضوح تحت عنوان 'A Large Diamond' وعلى شكل رسالتين من مراسل correspondents لصحيفة The Times في لندن وكان تاريخ الأولى 1884م في العشرين من شهر آب وجاءت كما يلي.»«ان هذا الحجر ذو اللون الأبيض والأزرق مشابه جداً ومطابق لأجود حجر استخرج من Jagerfontein في جنوب أفريقيا والذي قيل عنه يبدو انه نفس الحجر، فهناك نوعاً ما من الغموض يحيط بأصله وبالأضافه إلى نوع من السرية غير المعروضه أو المعروفة عن أول مكان اكتشف فيه، فمن غير المحتمل الحصول على حجر يعتبر» محرم" illicit " من المنجم المذكور كما جاء في التقارير. وبحسب القانون ذو الصلة بمناجم الألماس فأنه من الضروري لأي شخص يرغب بحمل وتمرير الألماس الحصول على رخصة، وللأسف فأن jurisdiction صلاحية السلطة القضائيه ومداها ونطاق سيادتها الممتدة بحدود دائرية محدودة لا تغطي المنجم المذكور، ومن الغريب والمذهل بنفس الوقت أن هذا الحجر المميز والعجيب لم يسمع به أحد في جميع مناجم جنوب أفريقيا ولكن يبدو أن الحجر قد تم استخراجه وبيعه بشكل خاص وتم إدخاله وإيداعه عن طريق ميناء اليزابيث.""
- حجر الألماس الشهير كمبرلي: عثر عليه في منجم كمبرلي بجنوب أفريقيا وهو Flawless خالي من التضامين وزنه 70 قيراط مقطوع بشكل تدرجي ولونه شامباني champagne-colored اعيد قطعه في عام 1921 من الحجر الأكبر المستوي flat stone كان ذات مره من ضمن احجار مجوهرات التاج الروسي Russian Crown Jewels.
- حجر تيفاني الألماس الأصفر: يعتقد بان حجر الألماس تيفاني الأصفر قد عثر عليه ما بين عامي 1877 و1878 وسبب عدم دقة التاريخ الاكتشاف يرجع إلى عدم معرفة مكان الذي تم العثور عليه، ويقال بان المنجم الذي اكتشف فيه كان يسمى منجم دي بيرز أو منجم كمبرلي ولكن حجر تيفاني الأصفر معروف عنه انه اكتشف قبل اكتشاف المناجم الكبيرة في أفريقيا، ولكن الذي أعطى المعلومات تكاد أن تكود دقيقه عن المنجم الذي عثر على الحجر فيه كانت من كاتب ذكر بان الحجر جاء من منجم تمتلكه شركه فرنسية وفي مستعمره فرنسيه في جنوب أفريقيا (Compagnie Français de Diamant du Cap)في حين كانت فرنسا تناضل للدخول لصناعة الألماس.
- حجر الألماس سانسـي: في عام 1570 اشترى السفير الفرنسي الدائم لتركيا (Nicholas Harlai) الحجر وهو الإقطاعي الذي يطلق عليه (Seigneur de Sancy) بمعنى ألإقطاعي الذي يحكم مقاطعة سانسي، ومن صفاته الحميدة شغفه الكبير بجمع الأحجار الكريمة والماس الفريد من نوعة وبخاصة من له قصص مثيره وحكايات غريبة تجلب الانتباه من جميع الأحجار الكبيرة، وكان عنده جواهرجي متخصص وهذا الحب والشغف يؤكد بان أوروبا كانت خلال القرنين الخامس والسادس عشر الأكثر اهتماما وشغفاً بالماس والأحجار الكريمة من أي مكان وزمان منذ فجر التاريخ باستثناء الشرق وبخاصة الهند.احضر السفير الإقطاعي الحجر إلى فرنسا عندما كان الملك الفرنسي هنري الثالث ملكاً عليها، وكان الملك حساساً من ناحية مظهره الشخصي كونه أصلع الرأس، والذي كان يستعير قلنسوة أو قبعة لتزين صلعته المزعجة للمظهر العام، ولإخفاء تصلعه وكان هذا يؤثر في تصرفاته فقد كان آثم وشرير وفاسد ويوصف بالرديء والوحشي القاسي والشديد بالإضافة إلى كونه تافه وعقيم وضعيف وفوق ذلك والذي ابن (Catherine de Medici) أما سانسي فقد كان شخصيه بارزه وشهيرة في المحافل والقصور الفرنسية،
- حجر الألماس جبل النور: حجر الألماس جبل النور Koh-i-noor ويلفظ باللغة الهندية الأوردو «کوہ نور» بمعنى جبل النور "Mountain of Light" وتلفظ باللغة الإنجليزية Kohinoor, Koh-i-Noor أو تلفظ Koh-i-Nur اما وزن الحجر 105.6 قيراط ويعادل 21.6 غرام بعد القطع الأخير وكان يُعرف َكأكبر حجر الألماس في العالم في ذلك الوقت. يعتـبر الحجر جبل النور هندي الجنسية ذو تاريخ حافل بالأحداث، فقد امتلكه عدد مِنْ الأمراء والحاكم الهنود ِوألاباطرة المغول، وشاهات إيرانية فارسية قَبْلَ أَنْ تشتريه شركة الهند الشرقية البريطانيةَ، وُقدّمَ كهديه إلى الملكة فيكتوريا في عام 1850 ومن ثم أعيد قطعه بعد سنتين إلى 105.60 اما الابعاد x 31.90 x 13.0436.00 مليمتر، شكله الشاذ irregular shape مثل حظه المعوق فهو يكاد أن يكون بيضاوياً دائرياً ويُقال أيضاً بأنه ذو قطع رائع وممتاز وهو الآن جزءَ من جواهرِ التاجِ البريطاني في المعرضِ الدائمِ في برج لندن، Koh-i-Noor -يَعْني جبلَ الضوءِ في بالفارسي.
- حجر الألماس آجرى: اصل الحجر من الهند وكان يمتلكه الامبرطور المغولي بابور first Mogul Emperor Babur والـذي عاش من (1483-1530) سمي نسبة إلى مدينة أغرة في الهند يقال بان Duke of Brunswick دوق برانزويك الذي اشتراه في عام 1844م. وزنه الأصلي 46 قيراط وبعد القطع وصل وزنه إلى 32.24 قيراط وصنفه المعهد الجيولوجي الأمريكي Gemological Institute of America على أن لونـه وردي خفيف فاخر Fancy Light Pink والصفاء VS2 clarity واما ابعاده x 21.1 19.94 x 11.59 mm شكل القطع فيه وسادي Cushion ووزنـه بعد الصقل والتلميع 28.15 قـيراط تم بيعه في مزاد علني بمبلغ 00.000$6.9 دولار.
- حجر الألماس النجمة الألفية: حجر الألماس النجمة الألفية تمتلكه شركة دي بيرز العالمية De Beers، وزنه 203.04 قيراط أي ما يعادل 40.608 غرام وهو أكبر حجر ذو لون أبيض colour (D) بتصنيف داخلي اما الخارج فهو عديم العيوب flawless ذو شكل كمثري القطع pear-shaped diamond، اكتشف الحجر في مقاطعة Mbuji-Mayi بزائير Zaire – أفريقيا وتعرف بـ جمهورية الكنغو الديمقراطية Democratic Republic of the Congo في عام 1990 في الرواسب النهريه الغرين alluvial deposits.وزنـه الخشن 777 قيراط أي ما يعادل 155.4 غرام.

## الماس المشاهير
مثلما شهرت بعض أحجار ألماس الكثير من الناس فقد أعطى بعض المشاهير اسماً لبعض الأحجار فقد أطلقت أسمائهم على تلك الأحجار ومن هنا سميت أحجار المشاهير وسوف نذكر بعض أسماء هؤلاء المشاهير وبالعودة للتاريخ فقد آمن القدماء بأن الألماس يجلب الحظ السعيد لمن يحمله، ولهذا اقتصرت ملكيته على شرائح معينه من الناس أولهم الملوك ثم كهنة المعابد وأعطي لكل طبقه لون من الألوان الألماس وحجم معين وكان الملوك فقط ممن يسمح لهم باقتناء جميع الألوان، كما ذكرت في موضع آخر من هذا الكتاب، وبماذا يختلف الماضي عن الوقت الحاضر فأكبر حجر الماس يزين أكبر تاج ملكي في العالم وأما باقي الأحجار الثمينة فهي بين أيدي طبقة الاثرياء والمشاهير أضف إلى أن كبار رجال الدين المسيحين واليهود لديهم مخزون لا باس به من الألماس والمجوهرات الثمينه.
تداول الألماس في شرق الهند وفي غربها وفي كل حضاره أدركت وعرفت وأعترفت بقدسيته وأقرت بأهميته وسلمت لقضاء الألماس وقدره وأعطته أهميه دينية خاصة بشكل الزامي أولا ثم الأهمية التجارية لأنه يدر مكاسب نقديه تنبع من أهميته الدينية ثم الأهمية الصناعية كونه أقسى معدن عرفه الإنسان ومن ثم خصائصه الفيزيائية والكهربائية.

## طـرق تسعير وشـراء الألماس الخـشن
في بداية القرن الماضي كتب الزعيم الروحي لتجارة الاحتكار الالماسي العالمية ومؤسس المدراس الاحتكارية العالمية "أرنست اوبنهيمر"في مذكراته "إذا أردنا زيادة قيمة الألماس المادية يجب علينا ان نجعله نادراً وقليلًا وصعب الحصول عليه الا بمشقة! وهذا عبر تخفيض الإنتاج "" أيقن أرنست واتباعة من بعده ان شركة (دي بيرز) تستطيع إنشاء هذه الندرة من خلال التوسع خارج نطاق حدود جنوب أفريقيا والزم نفسه بالسيطرة على مناجم الألماس في جنوب أفريقيا ولكن الأجواء في ذلك الوقت لم تتيح الفرصة لاحكام الاحتكار.فبعد موت رودس سيسل المؤسس للاتحاد المناجم الماس في جنوب أفريقيا ركزت (دي بيرز) احتكارها في جنوب أفريقيا ظننا منها ان الألماس في جنوب أفريقيا وبخاصة في انبوب (كمبرلي) ولكن كان اكتشاف انبوب جديد إلى شمال (كمبرلي) ب 600 كيلومتر مصدر دهشه للشركة التي سارعت بالإعلان ان هذا المنجم الجديد (Premier mine) ما هو الا قصه ملفقه وان الألماسه ياتي من (كمبرلي) ولكن عندما اكد خبراء جيولوجيين وجود المنجم كان هذا سببا لتغير النظرية الاحتكارية للشركة.ان الاحتكار العالمي له سياساته وحكوماته وساساته وجيوشه وطابور من العبيد ليحكم
المعايير رئيسية principal criteria التي يُمْكِنُ أَنْ تُؤثّرَ على سعرِ شراء الماسِ الخشن، اولها اين تتم عمليه الشراء، أفريقيا، أوروبا، الولايات المتحدة، الهند، أو أي دولـه اجنبيه تمتلك تجارة الألماس الخشن transaction takes place، واعني هنا ليس التجارة الاكترونية وانما التجارة الفعليه physical transference وطريقة الدفع النقدي وبأي عملـه وذلك لاعتبارات فروق العملـه والضرائب المحلية على المبيعات وضريبة التصدير وضرائب الاستيراد ورسوم الشحن ورسوم التامين المختلفة من دولـه إلى أخرى.
ثانياً تصنيف البضاعة (الألماس) من حيث البناء الكرستالي crystalline structure للخشن والتي تحدد وتعتمد الأسعار عليها بشكل كبير للغايه، ففي الحقيقة ليس كل أنواع البناء الكرستالي واشكالها في الألماس تقيم أسعارها بنفس الطريقة وهذا ما يجهله الكثر ممن يقدمون على شراء الألماس الخشن، بمعنى ان الألماس الخشن عباره عن محاصيل فلكل محصول جودة ونوعيه وسعر، فالبناء الكرستالي للحجر الألماس ونوعيته تحدد في النهاية 50% من قيمته بعد الصقل والتلميع، شكل الشقوق والشروخ والتضامين الداخلية تحدد 35% من سعره النهائي، بناء البلورة التوأمية المسطحة macles structure تحدد 28 % من سعر الألماس بعد الصقل والتلميع، الشكل المسطح أو السطحي flats structure يحدد 25% من سعر الألماس بعد الصقل والتلميع.
لتقريب الفكرة أكثر إليكم مثالاً تقريبياً يبين كيفية تسعير الألماس الخشن وكيفية حساب قيمته بعد الصقل :
إذا كان لدينا عرض لشراء حجر من الألماس الخشن وزنه قيراط، بناءه الكرستالي stone structure والوضوح فيه VS2 اما اللون فهو G color, مبدئياً فأن نسبة المتبقي yield approximately من الحجر بعد القطع والصقل هي 50 % اذن فأن نظرية الحساب هي :
5 carats (rough) x 0.50 (50 %) = 2.50 carats (polished)
وإذا ما قررنا ان نقطع الحجر octahedron إلى نصفين للحصول على حجرين two equal finished stones فان المعادلة هي 2.50 carats ÷ 2 = 1.25 carat (for each polished diamond
الآن إذا اخذنـا قيمة الحجر ذو الوزن 1.25 carat, VS2, and G color في التقرير Rapaport value فهي US$2,500/carat
اذن فان قيمة الحجر التسويقيه هي 2,500 x 1.25 = US$3,125 (for each stone).
بما أن هذا الحجر سوف يعطينا حجرين متساويين اذن فأن قيمته التسويقيه للحجر الخشن إذا تم صقله إلى بيعه هي
US$6,250 (3,125 x 2).
ولكن هناك تخفيض من قيمة التقرير Rapaport value by 40 percent كسعر للجمله أذن فأن السعر سيصبح
1.25 x 2,500 x 0.60 (- 40 %) = US$1,875 (for one diamond), total
واما السعر النهائي للبيع بالجملة (سعر التاجر) هو US$3,750 (for two polished diamonds).
اذن فأن سعر الشراء للحجر الخشن الكامل بـ تخفيض profit margin 50% من سعر الجملة قبل القطع هو : 3,750 x 0.50 = US$1,875 (this is the purchase price for this rough)
لمعرفة سعر القيراط للحجر الخشن ذو 5 قيراط 1,875 ÷ 5 carats = US$375 per carat (المصدر:كتاب قصة حجر الألماس الاسطورة والحقيقة)

## الماس والقضاء والقدر في المجتمعات القبلية
تعتبر بتسوانا واحدة من الأمم الأفريقية الأكثر سلماً وازدهاراً، فهناك اختلاف صارخ وتباين مخيف عند مقارتنها بالأمم الأخرى التي تطلق الديمقراطية شعاراً لها، فنظام الأحزاب المتعددة جعلها تنعم بالسلام والاستقرار بالإضافة إلى سجلها في حقوق الإنسان والذي يجعلها أيضا من الدول التي انعمت الراسمالية عليها وجعلتها من غير المغضوب عليهم، اما صراع البقاء الذي تعاني منه معظم سياسات الدول التي تعارض سياسة الشركات الاحتكارية وملوك أمراء الدولارات عبر مؤسسات العالم الإنسانية التي تحاول أنقاذ القبائل المندثره والمضمحله والبائده بآخر قطرة حبر باقية في قلـم الزمان.
من القبائل الأصلية التي سكنت الأجزاء الجنوبية من أفريقيا هي بوشـمان Bushmen، فقد كان رجال القبيلة يطاردون قطعان الأبقار كمصدر للغذاء والرزق منذ الف وخمسائة عام تقريباً على مجمل مساحة جنوب أفريقيا، واما اليوم فان المساحة المسموحه للصيد والتنقل للعيش قد تقلصت إلى مساحه لا تزيد عن ظـل اقدام الباحثين عن للوهم والغباء، وعندما احتل الأوروبين معظم اراضي القبيلة المعتديـه على اسس البقاء في عقر ارضها وسَمائها منذ مائتي عام تقريباً مدججين برخص القتل والاغتصاب هرب افراد القبائل إلى الأراضي القاحله الجرداء لا يقبلهم فيها البيض أو حتى الموت الذي يرفض اعطائهم رخصة البقاء.
تعدادهم اليوم لا يتجاوز الـ 100,000 أو اقل من ذلك وهذا نصف ما كان يعيش في بتسوانا Botswana وحدها، وفي حادثة تشبه الخيال قامت حكومة بتسوانا بقطع جميع امدادات المياه في Central Kalahari Game Reserve اواسط محمية كالاهاري لدفع قبائل الجانا Gana وجواي Gwi بعيداً عن موطنهم الاصلي بمعني تهجيرهم ونزوحهم في بلادهم، في عام 2002, عرض الأتحاد الأوروبي تمويل وتزويد تلك القبائل بتكاليف الماء ولكن تلك العروض اهملت من قبل السلطات في بتسوانا Botswana authorities، وكان الاقتراح بتهجير القبائل Bushmen من موطنها حتى يتسنى للشركات الاحتكارية استغلال حقول ومناجم الماس ومخزوناته الهائله التي تعود ملكيتها للمساكين من افراد قبيلة Bushmen، فقررت حكومة بتسوانا المطيعه سرقة تلك المخزونات.في عام 2002 رفضت عارضه الأزياء والممثله المعروفة ايمان supermodel Iman المشاركة في تصوير دعايه لصالح شركة (دي بيرز) لتسويق الماس والتي كانت تعتبر الوجه المعتمد لشركة المـاس the "face" of De Beers في جميع اعلانات الشركة بسبب سياسة الشركة في طرد قبائل من اراضيهم Bushmen's territory، انكرت الممثلة الادعاءات وقالت بانه لا يوجد ما بينها وبين الشركة أي اتفاق عمل أو ما شابه ذلك.

## ألماس الحروب والدم
الألماس النزاعات conflict diamond أو ما يسمى الألماس الدم blood diamond أو الألماس الحـروب war diamond, هي جميعها أسماء تطلق على الألماس المستخرج من مناطق نزاعات وحروب عرقية أو أقليمية بين الدول war zone حول مناطق خامات الألماس أو ما شابه ذلك usually clandestinely ويباع هذا الألماس عادةً بطريقة سريه، تستخدم الأموال الناتجة عنه لشراء اسلحه أو تجارة مخدرات أو تخدم مصالح جيوش مستعمره أو تساعد على اجتياح دولـه لأخرى وانتهاكات حقوق الإنسان.وتحرم الأمم المتحدة والاتفاقيات الدولية شراء ذلك الماس بهدف قطع الإمدادات والتدفقات النقدية للجماعات المسلحة بين لطرفي النزاع، وبالطبع فان الدعاية والتسويق السياسي يلعب دور كبير في تاجيج الصراع بهدف الحصول على ذلك الألماس بأي سعر، وتستفيد شركات الاحتكار العالمية من سرقة خيرات ومقدرات الشعوب، وقد أقدمت شركة دي بيرز العالمية العملاقة على دعم وتصوير فلم سينيمائي تحت مسمى (ألماس الدم) بهدف لفت الانظار إلى قضية حساسة تظهر فيها العبودية والاستعباد والاستحواذ على مقدرات الشعوب، فاينما وجدت الثروات تجد النزاعات التي تمولها الراسمالية العالمية بهدف الحصول على تلك الثروات بابخس الأسعار.
حاولت الأمم المتحدة فرض وتَطبيق إجراءاتِ شهادة إنتاج لتقليص عدد صفقات الماسِ المحظورِ من دخول السوق العالميةِ، ففي التاسع عشر 19 من تموز عام 2000 تبنى المجلس الماس العالمي World Diamond Council في مدينة انتروب – بلجيكا قراراً يدعم الصناعات الماسية العالمية على منْع مبيعاتِ الألماس النزاعِات إليها.

## عاصمة الماس
تجاهد أنتويرب لتظل عاصمة الماس في العالم، حيث انتقل نحو 90 بالمئة من صناعة الألماس إلى الهند وظل في أنتويرب نحو 1700 فقط من صاقلي الألماس بالمقارنة مع 25 ألفا قبل ثلاثة عقود لكن ما زال ثمان من كل عشر ماسات غير مصقولة وواحدة من كل ماستين مصقولتين تمر عبر أنتويرب.